# Krzeszowice

Krzeszowice er en by i voivodskab małopolskie i det sydlige Polen, omkring 18 km vest for Kraków. Byen ligger ved floden Krzeszówka. Krzeszowice har 10.050 indbyggere.